# Ilford Photo
Ilford Photo — торговая марка производителя фотоматериалов. Наиболее известна благодаря сохранению позиций на рынке черно-белых фотоплёнок, фотобумаг и химических реактивов для их обработки, в то время как большинство компаний, такие как Agfa и Kodak, свернули или сворачивают свою деятельность на этом рынке. Ilford Photo также выпускает материалы для цветного процесса Ilfochrome, позволяющего производить печать со слайдов на фотобумагу.

## История

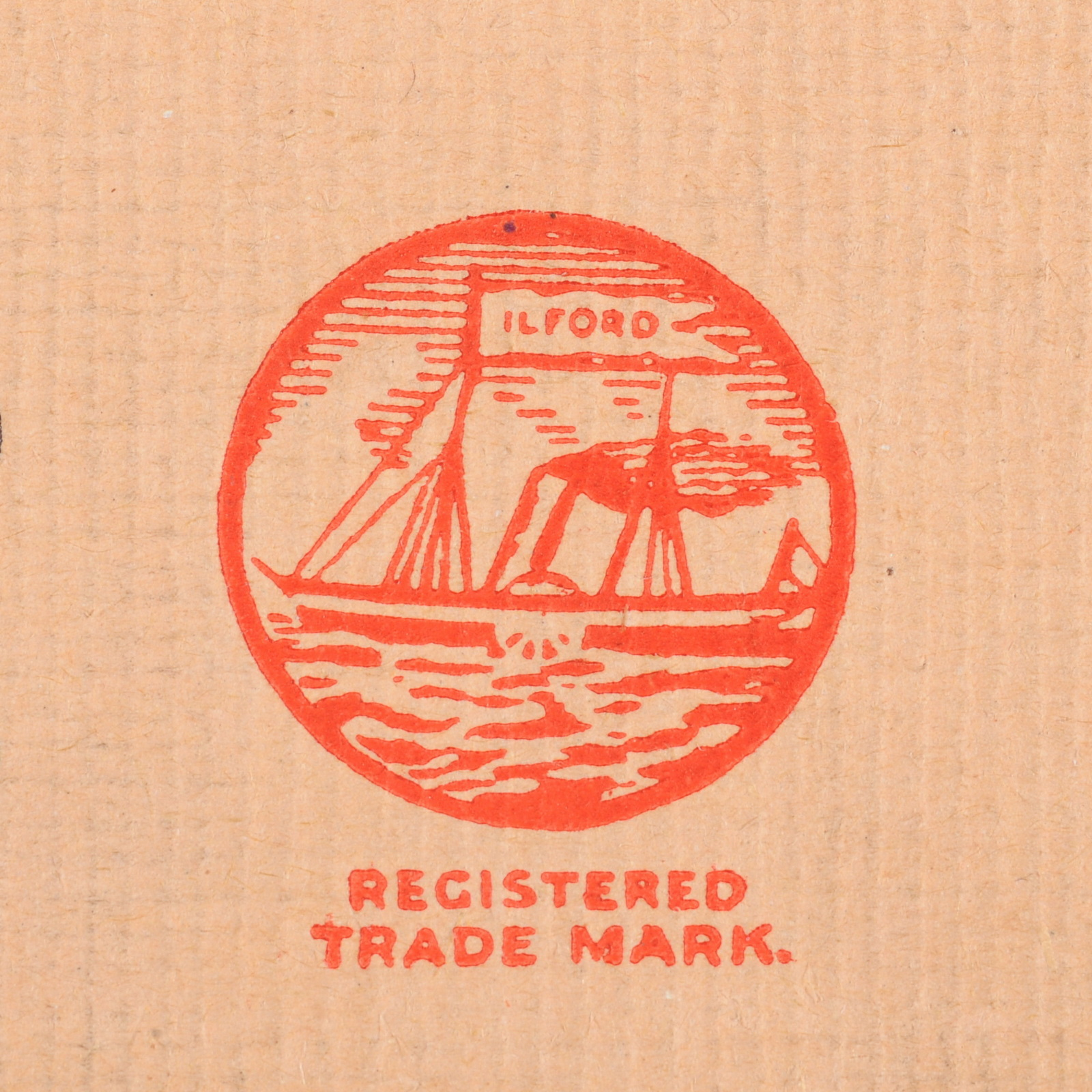
Логотип Ilford в 1930-е годы

Компания была основана в 1879 году Альфредом Хью Харманом (англ. Alfred Hugh Harman) под названием Britannia Work. Изначально занималась изготовлением фотопластинок, обосновалась в центре Илфорда, который в то время был небольшой деревней. Выбор расположения был основан на том, что этот населённый пункт находился близко от рынков Лондона, но имел, по мнению Хармана, чистую и свободную от пыли среду. Собственно местом производства первое время был подвал личного дома Хармана. Штат компании, помимо основателя, составляли пять человек, из которых было двое взрослых рабочих и трое подростков. В периоды загрузки к работам также подключались жена Альфреда Хармана и домработница.
Продажи товаров первоначально шли через дистрибьюторов, но к 1886 году производство расширилось и позволило построить отдельную фабрику для производства фотопластинок и выйти на рынок уже под собственным брендом, продавая товар непосредственно владельцам магазинов. В качестве бренда было выбрано название «Ilford Dry Plates». Бренд начал пользоваться популярностью, что позволило заложить основу для выхода компании на международный рынок.
В 1898 году компания стала публичной, а в 1900 году она поменяла название на Ilford Limited. К этому времени Харман уже отошёл от активного управления организацией, но исполнял обязанности консультанта, а также входил в состав правления и имел должность директора вплоть до 1904 года, когда тяжёлая болезнь вынудила его полностью уйти в отставку. Альфред Харман умер в возрасте 72 лет в 1913 году.
По состоянию на 1906 год Ilford была небольшой, но успешной компанией со штатом около 300 человек. Финансовый успех в период с 1906 по 1939 годы позволил провести ряд поглощений других фотографических компаний. В состав Ilford вошли Selo Limited, Imperial Dry Plate Co, Rajar Ltd, Thomas Illingworth Company Ltd, а также ряд других. В течение некоторого времени после поглощения имена брендов сохранялись, но к 1931 году уже все товары производились только под брендовым именем Ilford.
После окончания войны, начиная с 1946 года, началась программа восстановления и расширения разрушенных фабрик. В следующем десятилетии, Илфорд совместно с BX Plastics создали отдельную фирму Bexford Ltd, которая производила для Илфорда основу для фотоплёнок. В ходе дальнейших финансовых продаж и технологических обменов, Bexford Ltd вошла в состав компании Imperial Chemical Industries, а Ilford, на основе технологий I. C. I. начала производить ряд линий цветных фотоплёнок. С течением времени, I.C.I. накопила значительный пакет акций, которые она впоследствии продала швейцарской фирме Ciba, что составило 40 % от общей стоимости Илфорд.
В 1970 году Ciba сливается с другой швейцарской химической компанией J. R. Geigy, образуя Ciba-Geigy. До этого слияния Geigy на своих заводах в Манчестере уже вела активное сотрудничество с Ilford с начала 1950-х, производя для последнего реактивы для цветных процессов с отбеливанием серебра, а также фенидон, разработанный химиками Илфорда и имевший большой коммерческий успех в то время. В 1972 году Илфорд и Ciba-Geigy образуют группу компаний, получившую название Ilford Group. В эту группу, помимо фабрик Илфорда, вошли предприятия Ciba-Geigy, расположенные во Фрибуре в Швейцарии и заводы Lumiere SA, находившиеся в Лионе во Франции. Основной задачей сформированной группы было распространение фотографических товаров на международном рынке.
В 1983 году британская штаб-квартира переместилась в Мобберли, Чешир. В 1989 году была поглощена американской компанией International Paper, процесс слияния завершился в 1990 году, компания получила название Ilford Anitec. В 1996 году отдел продаж и административные работники также переехали из Лондона в Мобберли.
C 2004 года компания находилась под конкурсным управлением. Шведские активы были выкуплены японской Oji Paper Company, которая продолжила производить бумагу для принтеров под маркой Ilford Imaging Switzerland GmbH. Сама компания продолжила работу под названием Harman technology Ltd с февраля 2005 года, сосредоточившись на выпуске высококачественных товаров для черно-белой фотографии.

### Фотокамеры
Компания производила фотоаппараты c 1902 года, большинство было выпущено в 1940-х и 50-х годах. Среди моделей можно отметить дальномерную камеру со сменными объективами Ilford Witness (1953), серию Advocate (1949,1952), двухобъективную зеркальную среднеформатную камеру Craftsman, складную среднеформатную Prentice.
В 1957 году выпущена модель Sportsman, выпускавшаяся в ФРГ как Dacora Dignette. Эта серия, соперничающая с более дорогой камерой Retinette, выпускавшейся компанией Kodak, дала начало модельному ряду, выпускавшемуся в течение 10 лет. В 1958 году выпущена модель Monobar, монорельсовая камера с подвижками (то есть с характеристиками камеры большого формата), имевшая, однако, задник, рассчитанный на 35-миллиметровую плёнку.

## Продукция

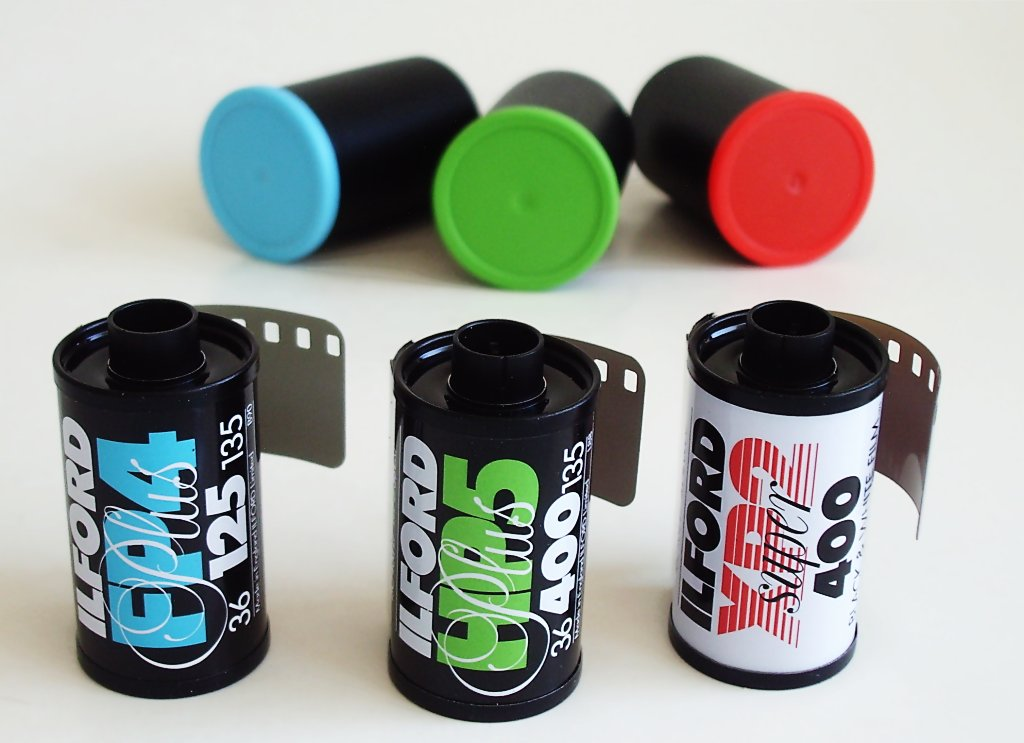
Фотоплёнки Ilford

В настоящее время компания производит ряд наименований черно-белой фотоплёнки (Pan F plus 50, FP4 plus 125, HP5 plus 400, Delta и др как типа 120, так и типа 135), фотобумаги (Multigrade IV RC Deluxe, Multigrade RC Cooltone, Multigrade RC Warmtone, Multigrade FB Warmtone и др). Также производятся проявители, фиксажи и другие реактивы.
Английский фотограф Тим Радман, известный популяризатор лит-процесса, в своём обзоре фотоматериалов, отмечал, что фотобумага Ilford Multigrade Warmtone даёт высокое качество при обычной фотопечати и хорошо поддаётся тонированию тиокарбамидом и селеном. В случае литографической печати, для неё желательно применять разбавленный лит-проявитель, нагретый до 40 °C. Лит-отпечатки на ней, тем не менее, тонируются хуже. Хорошие тона на ней можно получить в модифицированном лит-процессе, когда после обычной печати изображение отбеливается, а затем уже проявляется в литографическом проявителе. Кроме того, если проявитель обладает высокой щёлочностью, то на бумаге могут образовываться полупрозрачные точки, которые, однако исчезают после высушивания и не оказывают влияния на конечное изображение.